# Dhūri
Dhūri är en ort i Indien.   Den ligger i distriktet Sangrur och delstaten Punjab, i den norra delen av landet, 230 km nordväst om huvudstaden New Delhi. Dhūri ligger 246 meter över havet och antalet invånare är 54 302.
Terrängen runt Dhūri är mycket platt. Runt Dhūri är det tätbefolkat, med 442 invånare per kvadratkilometer. Närmaste större samhälle är Māler Kotla, 18,1 km norr om Dhūri. Trakten runt Dhūri består till största delen av jordbruksmark.